# گئورگ فائلمن
گئورگ فائلمن (انگلیسی: Georg Faehlmann) (زاده ۱۷ سپتامبر ۱۸۹۵ - درگذشته ۸ مارس ۱۹۷۵) قایقران اهل کشور استونی است.
وی توانسته است مدال برنز کلاس ۶ متر قایقرانی بادبانی بازی‌های المپیک تابستانی ۱۹۲۸ را کسب کند.